# Granius Licinianus
Granius Licinianus war ein römischer Geschichtsschreiber und Antiquar. Er lebte wohl um die Mitte des 2. Jahrhunderts. Von seinem Werk sind nur einige Fragmente erhalten.
Bis zur Mitte des 19. Jahrhunderts war Granius Licinianus nur durch wenige Angaben antiker Autoren bekannt. 1853 wurden in London Fragmente seiner Römischen Geschichte (genauer Titel nicht eruierbar) auf zwölf Palimpsest-Blättern eines Manuskripts des British Museum (heute British Library, Additional 17 212) entdeckt. Dieser Kodex enthielt ursprünglich eine aus dem 5. Jahrhundert stammende Abschrift des Geschichtswerks des Granius Licinianus, die im 6. Jahrhundert mit einem lateinischen Grammatiktraktat und im 11. Jahrhundert mit einer syrischen Übersetzung der Homilien des Johannes Chrysostomos überschrieben wurde. Die ersten Herausgeber vermuteten, dass Granius Licinianus mit dem im 1. Jahrhundert v. Chr. lebenden Antiquar und Verfasser sakralrechtlicher Werke Granius Flaccus identisch sei, doch datieren ihn die meisten heutigen Forscher etwa in die Mitte des 2. Jahrhunderts n. Chr. Die Gründe dafür sind u. a., dass eine Bemerkung des Granius Licinianus die Fertigstellung des Tempels des olympischen Zeus in Athen durch Kaiser Hadrian voraussetzen dürfte, ferner, dass er Sallust eher für einen Redner als für einen Historiker hält, eine Beurteilung, die mit jener der Frontonianer übereinstimmt. Über das Leben des Granius Licinianus ist nichts bekannt.
Die annalistisch gestaltete Römische Geschichte des Granius Licinianus umfasste mehr als 36 Bücher, von denen Fragmente der Bücher 26, 28, 33, 35 und 36 (dem Zeitraum 163–78 v. Chr. zugehörend) in dem erwähnten Palimpsest erhalten blieben. Die Erzählung setzte wohl mit der Gründung Roms oder noch früher mit italischen Ursprungsmythen ein. Der Endpunkt des Werks, das mindestens bis zur Ermordung Caesars reichte, ist nicht ermittelbar. Infolge der 1855 von Georg Heinrich Pertz und dessen Sohn Karl zwecks Entzifferung durchgeführten chemischen Behandlung der Pergamentblätter wurde deren Schrift so unleserlich gemacht, dass für den Originaltext nur mehr die Pertzsche Transkription herangezogen werden kann. Wichtige erhaltene Bruchstücke beziehen sich u. a. auf Antiochos IV., die für die Römer verheerende Schlacht bei Arausio gegen die Kimbern (105 v. Chr.), Gaius Marius’ Rückkehr, Bürgerkrieg gegen die Partei Sullas und Belagerung Roms (87 v. Chr.) sowie Sullas Aufenthalt in Griechenland.
Dass sich Granius Licinianus auf Titus Livius stützte, erscheint recht wahrscheinlich; Vermutungen über weitere Quellen wie Sallust sind äußerst vage. Der Stil ist schlicht und trocken und weist archaistische Spuren auf. In die Erzählung sind zahlreiche Anekdoten, Merkwürdigkeiten und antiquarische Details eingestreut. Reden, geographische Exkurse, persönliche Urteile, Deutungen politischer Hintergründe und rhetorische Färbung seiner Schilderung vermeidet der Autor komplett.
Die einzig sichere Bezeugung einer weiteren Schrift des Granius Licinianus mit dem Titel Cenae suae liefert der Vergil-Kommentator Servius; die Zuordnung weiterer Zitate ist fraglich. Der Titel deutet auf ein Werk in Gestalt gelehrter Tischgespräche. Es handelte sich um ein Collectaneen-Buch im Stil der Noctes Atticae des Aulus Gellius. Darin zeigten sich die auch in der Römischen Geschichte erkennbaren antiquarischen Interessen des Autors.

## Textausgaben und Übersetzungen
- Karl August Friedrich Pertz: Gai Grani Liciniani Annalium quae supersunt ex codice ter scripto Musei Britannici Londinensis. Reimer, Berlin 1857 (Editio princeps; archive.org).
- Michael Flemisch: Grani Liciniani quae supersunt. Teubner, Leipzig 1904 (archive.org); Nachdruck Teubner, Stuttgart 1967.
- Nicola Criniti: Grani Liciniani reliquiae. Teubner, Leipzig 1981.
- Barbara Scardigli, Anna R. Berardi: Grani Liciniani reliquiae. Le Monnier, Florenz 1983, ISBN 88-00-85253-X (italienische Übersetzung mit Kommentar).